# Jumping (Out the Window)
Jumping (Out the Window) é o segundo single do produtor norte-americano Ron Browz. Lançado no dia 15 de novembro de 2008 no Reino Unido. Esse é o segundo single oficial do ainda não lançado álbum de estreia, EtherBoy. A canção também entrou para as telinhas dos videogames, no jogo Grand Theft Auto IV: The Lost and Damned.

## Videoclipe
O videoclipe da música foi lançado no dia 27 de janeiro de 2009. Foi dirigido por Mike Hand & Mary Evelyn McGough pela Bait Entertainment. No clipe Ron aparece em frente a uma tela verde. O clipe alcançou a posição de 62º lugar na BET's Autenticada: contagem regressiva do Top 100 Videos de 2009.

## Faixa
| N.º            | Título                                     | Duração |  |
| 1.             | "Jumping (Out the Window)" (Radio Edit)    | 3:05    |  |
| 2.             | "Jumping (Out the Window)" (Album Version) | 3:27    |  |
| Duração total: | Duração total:                             | 6:32    |  |

## Jumping (Out the Window) (The Remix) [Guitar Down Version]
Jumping (Out the Window) (The Remix) [Guitar Down Version] é um single de Ron Browz, que conta com a participação especial da banda de pop punk norte-americana, Forever The Sickest Kids; parceria promovida pela Universal Motown Records Group. Lançado no dia 10 de fevereiro de 2009. O single foi lançado no álbum Jumping (Out the Window) The Remix, álbum especialmente para a versão rock remix.

## Videoclipe
O videoclipe da versão rock remix foi lançado no mesmo dia em que a música, 10 de fevereiro de 2009. Foi dirigido por Mike Hand & Mary Evelyn McGough, os mesmos diretores que dirigiram a versão original. O fundo e roupa de Ron, que foi utilizado durante a metade do clipe original foi mostrado no vídeo para o remix.

## Faixa
| N.º | Título                                                         | Duração |  |
| 1.  | "Jumping (Out the Window)" ((The Remix) [Guitar Down Version]) | 3:30    |  |

## Referência
1. ↑  «Ron Browz - Jumping (Out The Window) (CDr, Single, Promo)». Discogs (em inglês). Consultado em 26 de abril de 2010
2. ↑  «Ron Browz - Jumping (Out The Window)». OnSmash.com (em inglês). Consultado em 26 de abril de 2010. Arquivado do original em 6 de março de 2009
3. ↑  «Jumping (Out the Window) (The Remix) (feat. Forever the Sickest Kids) - Single». iTunes (em inglês). Consultado em 26 de abril de 2010
4. ↑  «Jumping (Out the Window) The Remix - Ron Browz Album». Yahoo! Music (em inglês). Consultado em 26 de abril de 2010